# Clwyd
Clwyd [ˈklʊɨd]  ist ein Preserved County und eine ehemalige Verwaltungsgrafschaft im Nordosten von Wales. Ein Preserved County in Wales umfasst den Zuständigkeitsbereich der zeremoniellen Ämter Lord Lieutenant und High Sheriff.

## Verwaltungsgeschichte
1974 wurde aus den Grafschaften Denbighshire und Flintshire sowie aus einem Teil von Merionethshire die neue Verwaltungsgrafschaft Clwyd gebildet und in sechs Districts eingeteilt. Der Name Clwyd bezieht sich auf den Fluss Clwyd. Seit der Verwaltungsreform von 1996 ist Clwyd keine Verwaltungsgrafschaft mehr, sondern ein Preserved County. Auf seinem Gebiet liegen heute vier Principal Areas:
- Conwy County Borough
- Denbighshire
- Flintshire
- Wrexham County Borough